# Церква Святої Трійці (Дарава)
Церква Святої Трійці (біл. Свята-Троіцкая царква) — церква Білоруської православної церкви у селі Дарава Ляховицького району Брестської області.

## Історія

### Перша церква
Дерев'яна церква була побудована в 1550 році землевласником Юраєм, належала Даравському Свято-Троїцькому чоловічому монастирю, який був закритий у 1828 році, а церква стала парафіяльною.
Станом на 1864 рік, дерев'яна церква в селі Дарава Новогрудського повіту відносилася до другого класу, до неї належала кладовищна каплиця, перебудована вірянами зі скасованої Ведземанської церкви. У 1865 році через ветхість дерев'яна церква була розібрана.

### Друга церква
У 1867 році на кам'яному фундаменті була побудована нова дерев'яна церква на державні кошти вартістю 6 400 рублів. Церква в плані була з подовженим хрестом, завершеним одним куполом над залізним дахом і дзвіницею у фронтальній частині з чотирма дзвонами. Вікна розташовувалися у два ряди, було троє дверей, церква зовні була вся пофарбована олійною фарбою. Всередині церква мала дерев'яну підлогу, стелю підшиту дошками, стіни пофарбовані олійною фарбою. Дерев'яний іконостас мав 20 розміщених у два ряди ікон. На кладовищі побудована каплиця з престолом в ім'я святителя Миколая Чудотворця.
У 1915 році церква опинилася у фронтовій зоні, церква Святої Трійці повністю згоріла. Недоторканою залишилася Миколайська каплиця, перебудована у 1922 році священиком Лапатинським у кладовищенську церкву.

### Третя церква
У 1930-х роках настоятелем Даравського приходу, священиком Михайлом Вишневським, було прийнято рішення про відновлення церкви Святої Трійці. Будівництво церкви йшло досить успішно, але завершити його не вдалося через Другу світову війну.

### Сучасний храм
16 червня 2008 року Високопреосвященнішим Стефаном, Архієпископом Пінським і Лунинецьким, на старому фундаменті було освячено місце і закладено камінь під будівництво храму. Нова церква Святої Трійці була освячена 14 липня 2012 року Стефаном, Архієпископом Пінським і Лунинецьким.

## Парафія
У 1879 році настоятелем парфії був Іоан Міткевич, студент семінарії, висвячений у 1857 році. При церкві засновано церковно-приходське піклування. Було народне училище в Дараві.
До парафії входили села Дарава, Литва, Гірава, Підлісся, Горбачи, Тишковщина, Макіївчина, Селища, Наваселки, Ведзьма, Пранчани, Улазовичі, Рамашки, Кречлі, Вашковці, Тумаш, Дайнаки, Корені, Лабузи, Нагірне, Заріччя, Дрені, Чвірі, Федюки, Головачі, Раванщина, Конки, Сакунь і Турки.
19 листопада 1945 року настоятелем Даравського храму призначається священик Олександр Олексійович Гагалушка.
У квітні 2007 року настоятелем приходу Святителя Миколая Чудотворця в Дараві стає ієрей Андрій Михайлович Абрамович.
14 листопада 2011 року настоятелем храму Святителя Миколая Чудотворця в Дараві призначається ієрей Іоан Іоанович Ніканчук.